# Dorcus yoshinarii
Dorcus yoshinarii là một loài bọ cánh cứng trong họ Lucanidae. Loài này được Tsukawaki mô tả khoa học năm 2010.